# Money Changes Everything
Money Changes Everything è un singolo dalla cantante statunitense Cyndi Lauper, pubblicato nel 1984 ed estratto dall'album She's So Unusual.
La versione originale del brano è dei The Brains ed è datata 1978.

## Tracce
7"
1. Money Changes Everything – 3:58
2. He's So Unusual – 0:45
3. Yeah Yeah – 3:17

## Classifiche
| Classifica (1985)             | Posizione massima |
| ----------------------------- | ----------------- |
| Australia                     | 19                |
| Canada                        | 23                |
| Germania                      | 54                |
| Nuova Zelanda                 | 14                |
| Stati Uniti                   | 27                |
| Stati Uniti (mainstream rock) | 37                |